# Jules Voisin
Jules Aristide Voisin, né au Mans le 4 octobre 1844 et mort à Paris en avril 1920, est un médecin français, spécialiste des maladies mentales et nerveuses.

## Biographie

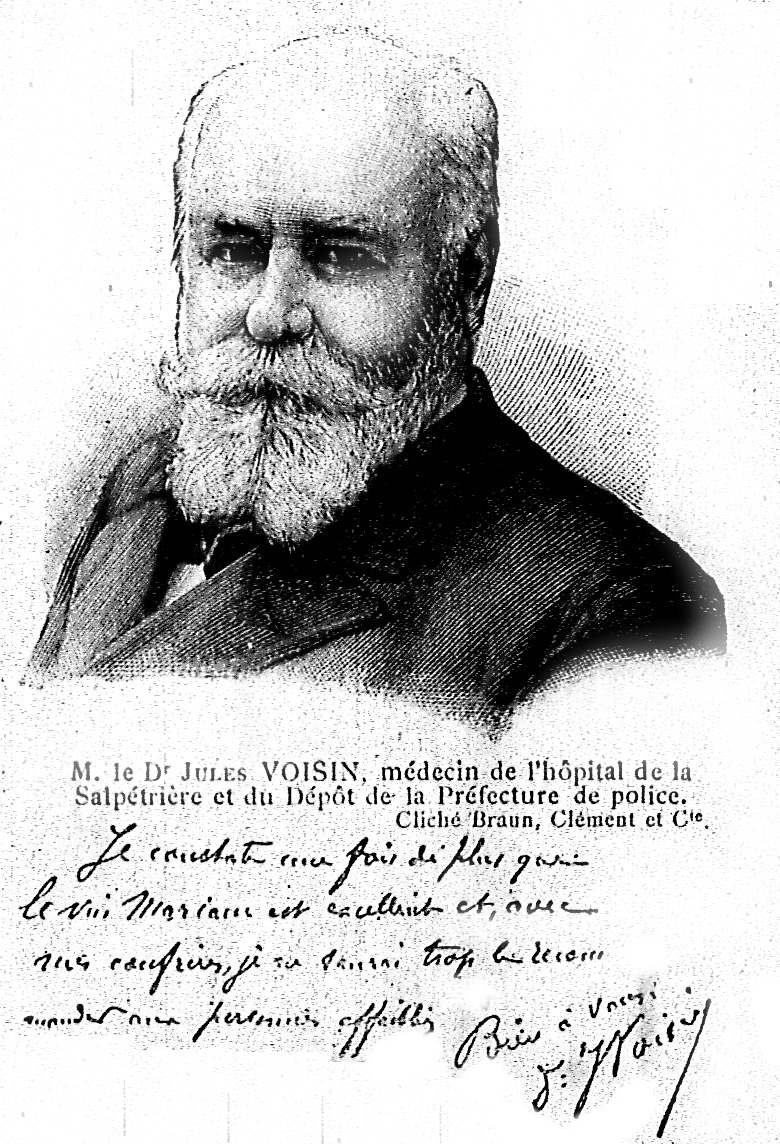
Docteur Jules Voisin. Note holographe signée

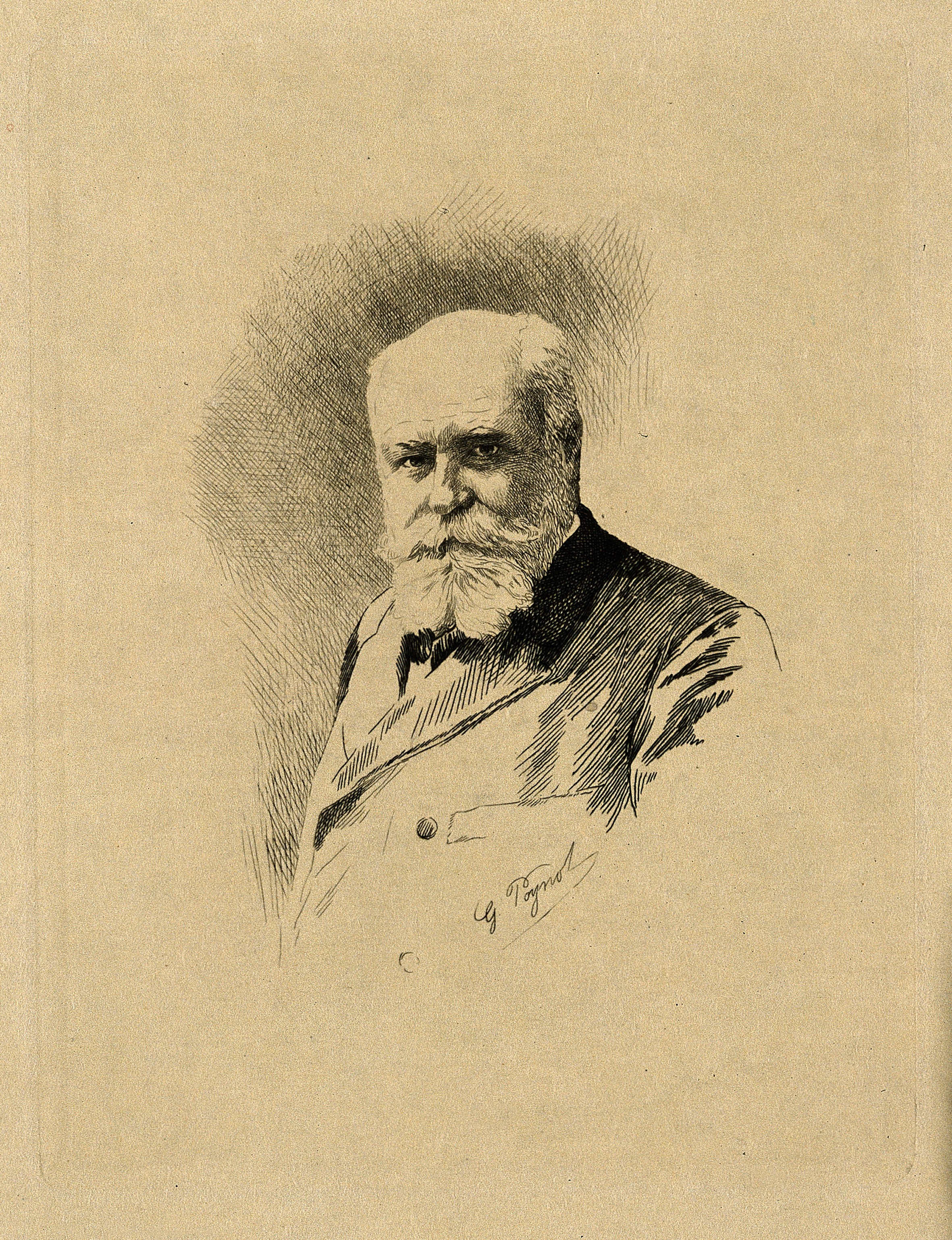
Jules Voisin par Gabrielle Poynot.

Fils de Benjamin Voisin, médecin au Mans, et d'Anne-Louise Lebailleur, il est docteur en médecine en 1875 après voir été interne en médecine et en chirurgie des hôpitaux de Paris.
Il est médecin à l'hôpital de Bicêtre en 1879, puis remplace Henri Legrand du Saulle à la Salpêtrière en 1884.
Il est vice-président de la Société de pathologie comparée. Il a été président de la Société médico-psychologique (1899), vice-président de la Société d'hypnologie et de psychologie (1906), et président du deuxième Congrès d'hypnologie organisé à l'occasion de l'Exposition universelle (1900).

## Distinction
- Chevalier de la Légion d'honneur (1909)[3]

## Œuvres et publications
- Contribution à l'étude des arthropathies syphilitiques, Paris, Adrien Delahaye, 1875, lire en ligne sur Gallica.
- L'idiotie : hérédité et dégénérescence mentale, psychologie et éducation de l'idiot, [leçons professées à l'hospice de la Salpêtrière], F. Alcan, Paris, 1893, lire en ligne sur Gallica.
- L'épilepsie, F. Alcan, Paris, 1897, lire en ligne sur Gallica.

Préface
- Princesse Maria Lubomirska (1873-1934), Les préjugés sur la folie, Bloud, Paris, 1908, lire en ligne sur Gallica.